# 羅曼復興式建築

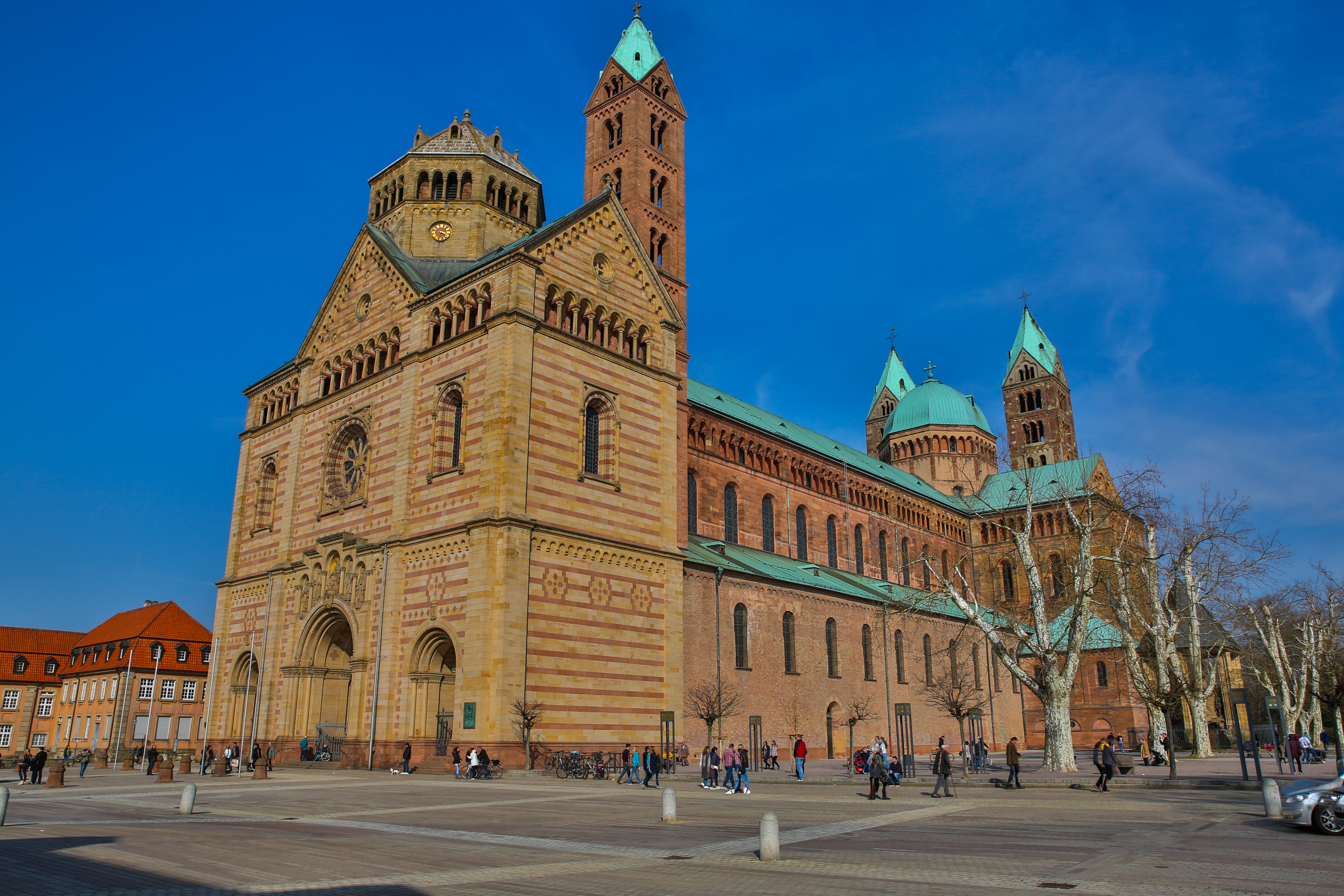
施派尔主教座堂西立面

羅曼復興式建築或仿羅馬復興式建築（英語：Romanesque Revival），又稱新羅曼式建築（Neo-Romanesque），是一種興起於19世紀中期的建築風格。這種建築受到11至12世紀羅曼式建築的影響。羅曼復興式建築的常見特徵有圓拱、窗戶上方的半圓拱。這一建築形式在19世紀後期至20世紀前期的大學建築廣泛被採用，美國尤其多。UCLA和南加州大學都是範例。在19世紀的聖公會，低教會派和廣派教會偏好選擇羅曼復興式建築修建教堂。